# Sirinopteryx
Sirinopteryx là một chi bướm đêm thuộc họ Geometridae.